# Leśna Obwodnica

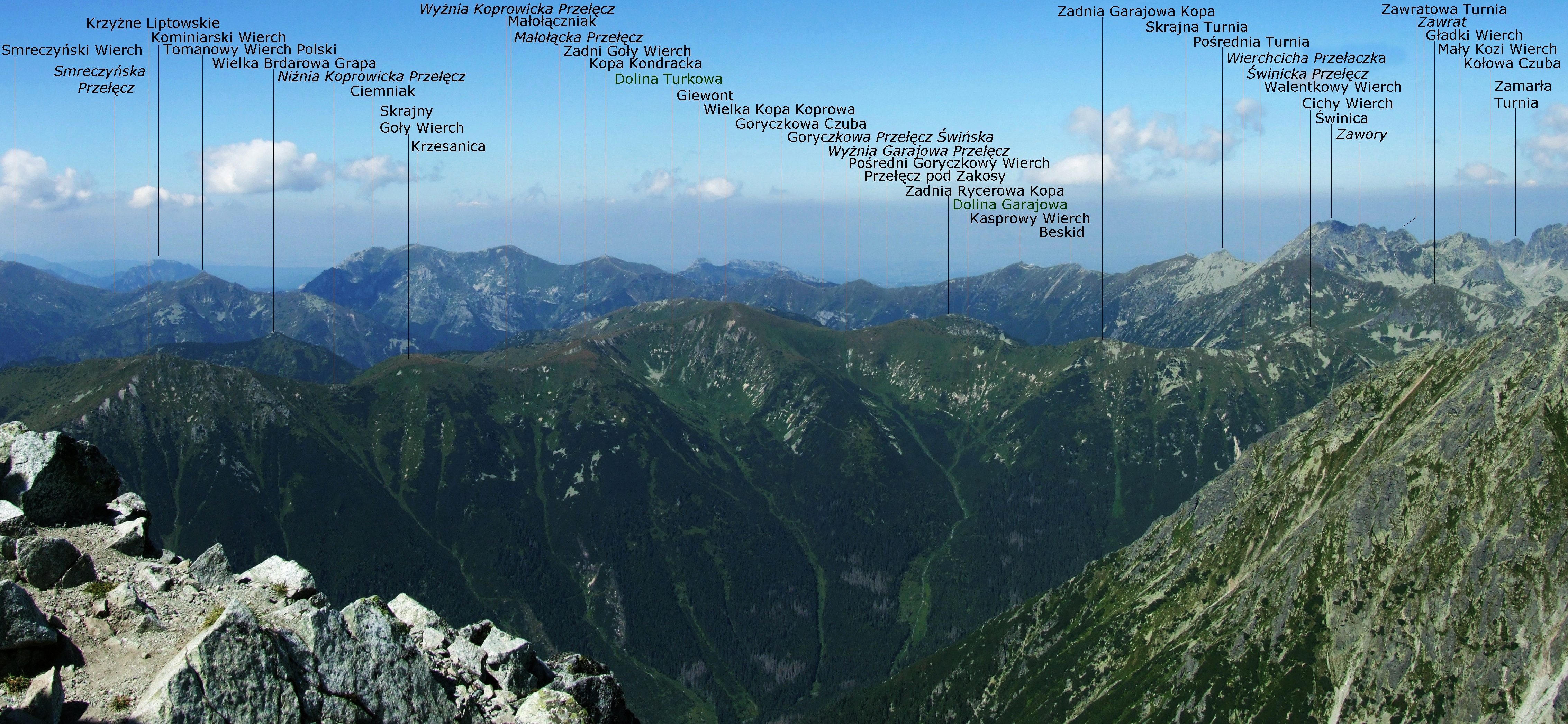
Fragmenty Leśnej Obwodnicy widoczne z Krywania

Leśna Obwodnica – ścieżka w  Liptowskich Kopach w słowackich Tatrach Wysokich. Wykonana została ponad 100 lat temu. Zaczyna się w dolnej części Doliny Krzyżnej, 50 m za pierwszym mostem na Koprowej Wodzie. Prowadzi przez polanę Zwierzyniec, Opalone, Wszywaki i wschodnie zbocza i przełęcze Kop Liptowskich kończąc się w Dolince Garajowej. Ścieżka wykonana została dla potrzeb myśliwych. Nie prowadzi na szczyty, ani przełęcze, głównie trawersuje zbocza i przecina żleby. Przebieg ścieżki opisuje Władysław Cywiński w 11 tomie przewodnika Tatry. Szpiglasowy Wierch. Od 1949 r. cały rejon Kop Liptowskich stanowi obszar ochrony ścisłej TANAP-u z zakazem wstępu – ale nie dla myśliwych, świadczą o tym nadal istniejące i remontowane ambony i domki myśliwskie. 
Leśna Obwodnica biegnie w lesie, dolnym partiami wschodnich zboczy Kop Liptowskich. Górnymi partiami tych stoków biegnie Wschodnia Obwodnica.